# 차 차 리얼 스무스
"차 차 리얼 스무스"(영어: Cha Cha Real Smooth)는 2022년 개봉한 미국의 코미디 드라마 영화이다. 쿠퍼 레이프가 감독, 각본 및 주연을 맡았다. 2022 선댄스 영화제 미국 극영화 경쟁 부문 관객상 수상작이다.

## 출연

### 주연
- 쿠퍼 레이프 : 앤드루 역
- 다코타 존슨 : 도미노 역

### 조연
- 에반 아산티 : 데이비드 역
- 바네사 버가트 : 롤라 역
- 레슬리 만 : 앤드루의 어머니 역
- 브래드 거렛 : 의붓아버지 그렉 역
- 라울 카스틸로 : 조셉 역
- 오데야 러쉬 : 로드리고 역

## 참고 사항
- Apple은 이 영화를 스트리밍하기 위해 1,500만 달러(한화 약 193억 원에 달하는 금액)로 권한을 구매하였다.[1]